# Cristina Galbó
Cristina Galbó (Madrid, 17 de enero de 1950) es una actriz española. A lo largo de su trayectoria cinematográfica, desarrollada entre 1958 y 1988 y en la que intervino en 33 largometrajes, obtuvo dos galardones: como actriz revelación en el Festival de San Sebastián (1963) por su papel en la película Del rosa al amarillo dirigida por Manuel Summers, y como mejor actriz en el Festival de Sitges (1974) por No profanar el sueño de los muertos dirigida por Jorge Grau.

## Biografía
Debuta en el cine, siendo una niña, con la película El hincha (1958) dirigida por José María Elorrieta. Después, con tan sólo trece años, la película Del rosa al amarillo (1963) de Manuel Summers le proporciona una enorme popularidad. En los siguientes años realiza una serie de películas en las que reitera un arquetipo de personaje adolescente, pasional pero ingenua.
En 1967 participó en el rodaje del spaghetti western La furia de Johnny Kidd  junto con el actor germano Peter Lee Lawrence, con el que se acabaría casando dos años después, y de esta unión tendrían un hijo.
Posteriormente intervendría en algunas películas del género de terror, tanto en España como en Italia, como La residencia (1969), de Narciso Ibáñez Serrador, ¿Que habeis hecho con Solange? (1972), de Massimo Dallamano o No profanar el sueño de los muertos (1974), de Jorge Grau.

"Recuerdo que Cristina Galbó durante la preparación de la película, tristemente, enviudó. Claro, para Cristina rodar en cementerios era muy duro pero esta circunstancia ayudó a que su interpretación fuera más auténtica. Se esforzó mucho por positivar aquel revés".
Jorge Grau (hermenaute.com, 1 de octubre de 2010) 

Tras el repentino fallecimiento de su marido en 1974 paulatinamente Galbó fue reduciendo su presencia en la escena hasta su retiro definitivo de las pantallas a finales de la década de los ochenta. Realiza alguna incursión en el teatro, como Drácula (1978) o como la obra Salvad a los delfines (1979), de Santiago Moncada, con Amparo Rivelles y rueda su última película Suéltate el pelo (1988) de nuevo con Manuel Summers, y junto a los Hombres G.
Desde su retirada del cine emprendió diferentes proyectos profesionales, como la dirección de una agencia de modelos y actores, para posteriormente trasladar su residencia a Roma. Finalmente se mudó a California (Estados Unidos) dedicándose, tanto como intérprete como como profesora, al baile flamenco.

## Filmografía
- Suéltate el pelo (1988)
- El último guateque II (1988)
- Sufre mamón (1987)
- Sobrenatural (1981)
- La amante ingenua (1980)
- Las siete magníficas y audaces mujeres (1979)
- Yo... con mi experiencia (cortometraje) (1979)
- El último guateque (1978)
- Hasta que el matrimonio nos separe (1977)
- La Corea (1976)
- Las adolescentes (1975)
- Olvida los tambores (1975)
- L'Assassino è costretto ad uccidere ancora (1975)
- No profanar el sueño de los muertos (1974)
- Cárcel de mujeres (1974)
- ¿Qué habéis hecho con Solange? (1972)
- Las cinco advertencias de Satanás (1970)
- Sangre en el ruedo (1969)
- Dos veces Judas (1969)
- La residencia (1969)
- Long-Play (1968)
- Días de viejo color (1968)
- Un día después de agosto (1968)
- Palabras de amor (1968)
- Los chicos del Preu (1967)
- La furia de Johnny Kidd (1967)
- Nuevo en esta plaza (1966)
- La ciudad no es para mí (1966)
- Aquella joven de blanco (1965)
- Del rosa al amarillo (1963)
- El hincha (1958)